# Елкгорн (Монтана)
Елкгорн (англ. Elkhorn) — переписна місцевість (CDP) в США, в окрузі Джефферсон штату Монтана. Населення — 12 осіб (2020).

## Географія
Елкгорн розташований за координатами 46°17′4″ пн. ш. 111°56′56″ зх. д. / 46.28444° пн. ш. 111.94889° зх. д. (46.284310, -111.948837).  За даними Бюро перепису населення США в 2010 році переписна місцевість мала площу 17,46 км², уся площа — суходіл.

## Демографія
Згідно з переписом 2010 року, у переписній місцевості мешкало 10 осіб у 6 домогосподарствах у складі 2 родин. Густота населення становила 1 особа/км².  Було 24 помешкання (1/км²).
Расовий склад населення:
| - 80,0 % — білих - 10,0 % — корінних американців |

До двох чи більше рас належало 10,0 %. Частка іспаномовних становила 0,0 % від усіх жителів.
За віковим діапазоном населення розподілялося таким чином: 0,0 % — особи молодші 18 років, 80,0 % — особи у віці 18—64 років, 20,0 % — особи у віці 65 років та старші. Медіана віку мешканця становила 51,5 року. На 100 осіб жіночої статі у переписній місцевості припадало 150,0 чоловіків;  на 100 жінок у віці від 18 років та старших — 150,0 чоловіків також старших 18 років.

Цивільне працевлаштоване населення становило 0 осіб. 